# Prali
Prali är en ort och kommun i storstadsregionen Turin, innan 2015 provinsen Turin, i regionen Piemonte, Italien. Kommunen hade 242 invånare (2017). Orten ligger på 1 454 meters höjd över havet, cirka 72 kilometer sydväst om Turin. Prali gränsar till kommunerna Abriès, Angrogna, Bobbio Pellice, Perrero, Pragelato, Salza di Pinerolo, Sauze di Cesana och Villar Pellice.
Prali var del av arrangemanget i olympiska vinterspelen 2006.